# Sarivahy Vombola
Sarivahy Jeannot Claude Bernard Vombola (Antananarivo, 13 settembre 1988) è un calciatore malgascio, attaccante del COSFAP e della nazionale malgascia.

## Carriera

### Club
Ha sempre giocato nel campionato malgascio, eccetto che per due brevi periodi nei campionati dilettantistici francese e turco.

### Nazionale
Con cinque reti segnate, Vombola è stato capocannoniere della Coppa COSAFA 2015.

## Palmarès

### Club

#### Competizioni nazionali
- Campionato malgascio: 6

CNaPS Sports: 2010, 2013, 2014, 2015, 2016
Fosa Juniors: 2019
- Coppa del Madagascar: 3

CNaPS Sports: 2011, 2015, 2016

### Nazionale

#### Individuale
- Capocannoniere della Coppa COSAFA: 1

2015 (5 gol)